# 京山幸枝栄
2代目京山 幸枝栄（きょうやま こうしえ、1930年11月14日 - ）は、浪曲師。本名は木下 和代。浪曲親友協会所属。同協会理事。

## 来歴
1943年に初代京山幸枝司の門下で京山明美を名乗り、翌年1月に堺市朝日座にて「山之内一豊の妻」で初舞台。
1961年頃に境貞子（現在の浪曲曲師の岡本貞子）、田中絹代と共に音頭ショウ「ソフトショウ」結成しリーダーとして節回しを担当。
一時脱退したが1966年には2代目幸枝栄を襲名し、ショウに復帰。1978年6月トリオを解消し浪曲の世界に復帰。
長年刑務所慰問などを続け2000年には知事表彰、2002年には法務大臣表彰受賞。河内音頭の櫓の世界でも活躍。

## 得意ネタ
- 「子別れ三度笠」

## 弟子
- 2代目京山幸枝司